# Tribüne Bergpreis 1966
Der Tribüne Bergpreis 1966 war die 10. Austragung des seit 1957 ausgefahrenen Straßenradrennens in der DDR. Es fand am 11. September statt.

## Strecke
Start und Ziel des Eintagesrennens war in Blankenburg im Harz. Die Strecke führte über einen Rundkurs mit je 32 Kilometern Länge, der fünfmal gefahren wurde. Insgesamt wurden 160 Kilometer absolviert. Die Schwierigkeiten des Kurses lagen insbesondere im Anstieg nach Hüttenrode und dem insgesamt bergigen Profil.

## Rennverlauf
Der Tribüne Bergpreis war Bestandteil des internationalen Kalenders für Amateurrennen 1966 der FIAC (Internationale Amateurradsport-Föderation) der Union Cycliste Internationale (UCI).
Veranstalter war der Deutsche Radsport-Verband der DDR, organisiert wurde das Rennen von der BSG Lok Blankenburg und von der Tageszeitung des FDGB Tribüne unterstützt. Am Start waren altersklassenübergreifend 440 Radrennfahrer. Die Fahrer der Leistungsklassen II und III erhielten Vorgaben. Für die Fahrer der DDR-Nationalmannschaft war es die letzte Gelegenheit der Saison, Punkte für die Nominierung für das Nationalteam zu holen.
Die erste Attacke starteten die Belgier Ghisleen de Clerqu, Georges Pintens und Eddy Regniers bereits in der ersten Runde. Ghisleen de Clerqu musste nach 65 Kilometern nach Krämpfen aufgeben, seine beiden Teamkameraden holten die Vorgabefahrer in der dritten Runde als Duo ein. Auf Initiative von Bernhard Eckstein und Dieter Grabe formierte sich eine Verfolgergruppe, die die Belgier bei Kilometer 96 einholte. Diese nun elf Fahrer bestimmten das Renngeschehen bis zum Ziel. 30 Kilometer vor dem Ziel fuhr Regniers erneut davon, lediglich Bernd Knispel konnte folgen. Drei Fahrer schafften noch den Anschluss. Im Friedrich-Jahn-Sportplatz gewann Knispel auf der Aschenbahn den Sprint mit fünf Radlängen. Den Wanderpokal für die beste Mannschaft gewann der SC DHfK Leipzig.

## Ergebnis
|     | Fahrer        | Verein/Land          | Zeit (h)       |
| --- | ------------- | -------------------- | -------------- |
| 01. | Bernd Knispel | SC DHfK Leipzig      | 4:30:22        |
| 02. | Eddy Regniers | Belgien              | gl. Zeit       |
| 03. | Manfred Dähne | SC DHfK Leipzig      | gl. Zeit       |
| 04. | Bernd Patzig  | SC Karl-Marx-Stadt   | gl. Zeit       |
| 05. | Dieter Grabe  | SC DHfK Leipzig      | + 0:10 Minuten |
| 06. | Lothar Höhne  | ASK Vorwärts Leipzig | + 2:14 Minuten |
| 0 … |               |                      |                |